# Ryūji Izumi
Ryūji Izumi (和泉 竜司?, Izumi Ryūji; Yokkaichi, 6 novembre 1993) è un calciatore giapponese, centrocampista del Nagoya Grampus.

## Palmarès

### Nazionale
- Universiadi:   1

Gwangju 2015